# Amalia Bautista
Amalia Bautista (Madrid, 1962) es una poetisa española. Licenciada en Ciencias de la Información por la Universidad Complutense.
Ha publicado los siguientes libros: Cárcel de amor  (Renacimiento, Sevilla, 1988), La mujer de Lot y otros poemas (Llama de amor viva, Málaga, 1995), Cuéntamelo otra vez (La Veleta, Granada, 1999), La casa de la niebla. Antología (1985-2001) (Universidad de las Islas Baleares, 2002), Hilos de seda (Renacimiento, Sevilla, 2003), Estoy ausente       (Pre-Textos, Valencia, 2004), Pecados, en colaboración con Alberto Porlan (El Gaviero, Almería, 2005), Tres deseos. Poesía reunida (Renacimiento, Sevilla, 2006; 2ª edición, 2010), Luz del mediodía. Antología poética (Universidad de las Américas, Puebla, México, 2007), Roto Madrid, con fotografías de José del Río Mons, (Renacimiento, Sevilla, 2008), Estou ausente (Averno, Lisboa, 2013), Falsa pimienta (Renacimiento, Sevilla, 2013), Coração desabitado (Averno, Lisboa, 2018), La sal en nuestros labios (Destrazas Ediciones, Puebla, 2018), Floricela (La Bella Varsovia, Madrid, 2019), Con tres heridas yo (Ayuntamiento de Lucena, Lucena, 2020), Conta-mo outra vez (Averno, Lisboa, 2020), Trevo (Averno, Lisboa, 2021), Azul el agua (La Bella Varsovia, Madrid, 2022), y la antología Invitación al viaje (Libros Canto y Cuento, Jerez de la Frontera, 2025).
Poemas suyos han aparecido en antologías como: Una generación para Litoral (Litoral, Málaga, 1988), Poesia espanhola de agora (Relógio d’agua, Lisboa, 1997), Ellas tienen la palabra (Hiperión, Madrid, 1997), La poesía y el mar (Visor, Madrid, 1998), Raíz de amor (Alfaguara, Madrid, 1999), La generación del 99 (Nobel, Oviedo, 1999), Un siglo de sonetos en español (Hiperión, Madrid, 2000), Mujeres de carne y verso. Antología poética femenina en lengua española del siglo XX (La Esfera de los Libros, Madrid, 2002), Con gioia e con tormento. Poesie autografe (Raffaelli Editore, Rimini, 2006), Cambio de Siglo. Antología de poesía española 1990-2007, (Hiperión, Madrid, 2007), Mujeres que sueñan, (Col. Puerta del Mar, Diputación Provincial de Málaga, Málaga, 2007), Las moradas del verbo. Poetas españoles de la democracia (Calambur, Madrid, 2010), Las dos hermanas. Antología de la poesía española e hispanoamericana del Siglo XX sobre pintura (Fondo de Cultura Económica, Madrid, 2011), Antología de la poesía española en la segunda mitad del siglo XX (Universidad Nacional Autónoma de México, Ciudad de México, 2011), Exploradoras, de Nathalie Bellón (Libros de la herida, Sevilla, 2015), Proyecto escritorio (Cuadernos del Vigía, Granada, 2016), Raíces (Ya lo dijo Casimiro Parker, Madrid, 2017), A mi trabajo acudo, con mi dinero pago. Poesía y dinero. Antología poética desde el Arcipreste de Hita hasta la actualidad (Vaso Roto Ediciones, Madrid, 2019) y Rojo-dolor (Renacimiento, Sevilla, 2021).
Parte de su obra ha sido traducida a lenguas como el italiano, el portugués, el ruso y el árabe. Es responsable de la edición, prólogo y selección de Juegos de inteligencia, antología poética de Rosario Castellanos (Renacimiento, Sevilla, 2011).